# Escoba

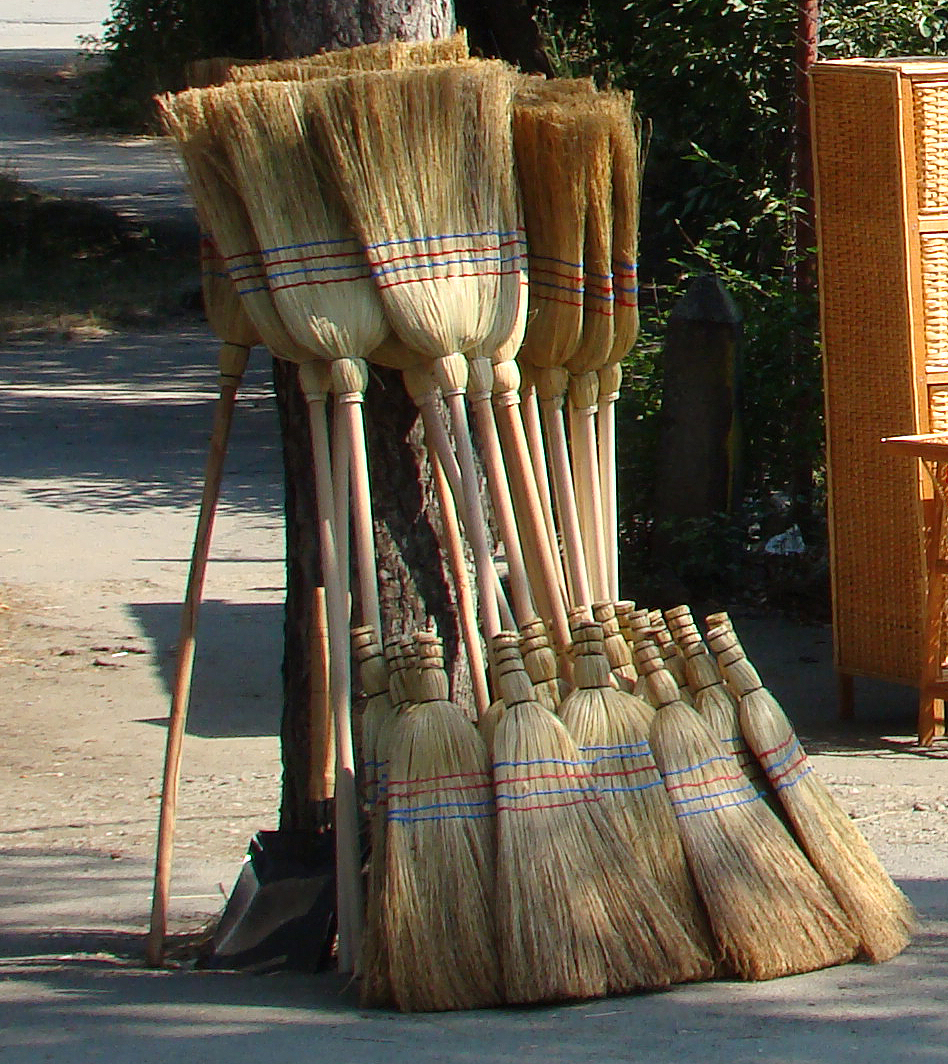
Escobas de fibra de sorgo con mangos largos y cortos.

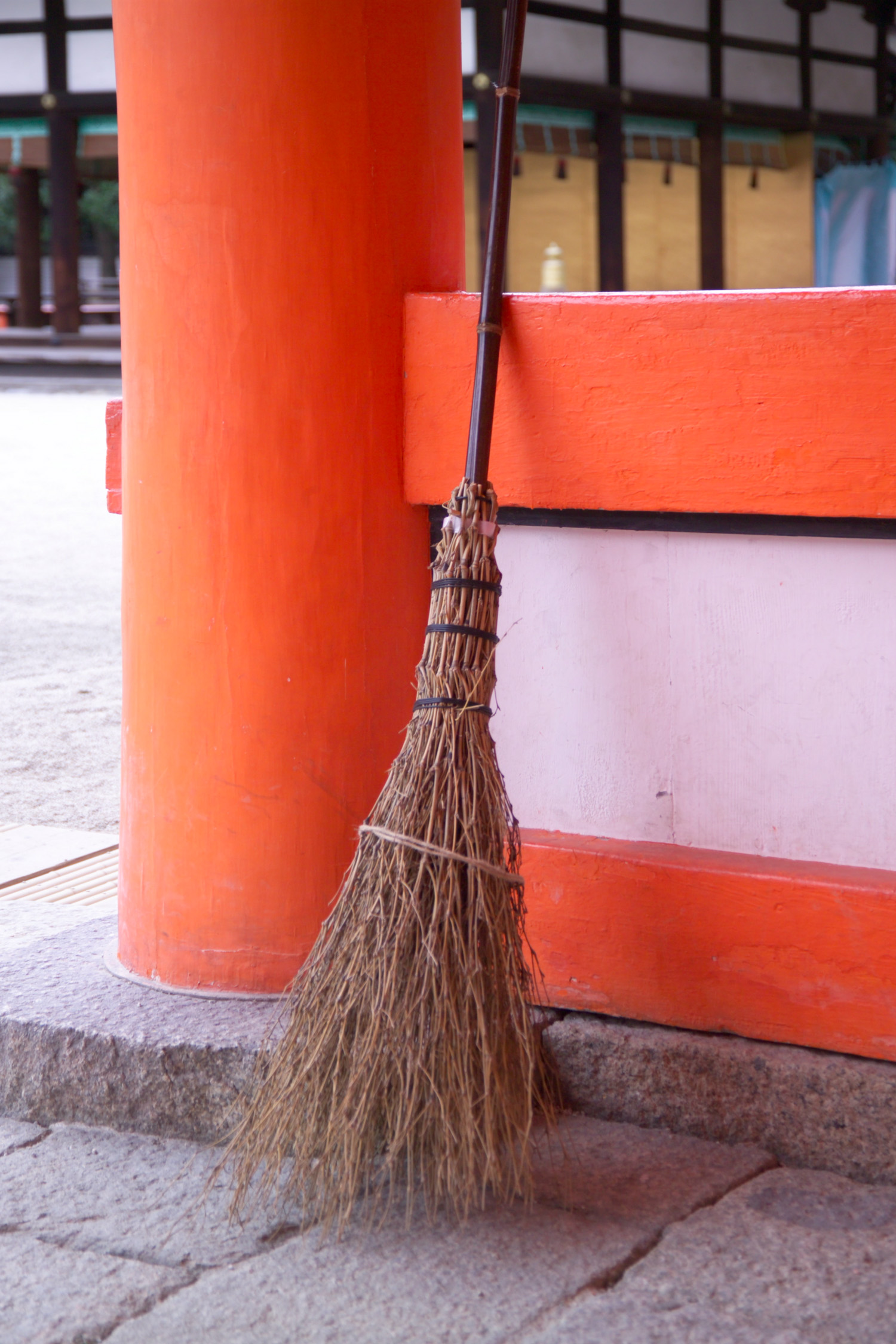
Una escoba rudimentaria.

La escoba es una herramienta que consta de un palo o vara al que se fijan en el extremo fibras duras o cepillo y que se utiliza para barrer o limpiar suciedad del suelo.
Se distingue entre una "escoba dura" y una "escoba suave" y un espectro intermedio. Las escobas blandas se utilizan en algunas culturas principalmente para barrer las paredes de telarañas y arañas, como un "plumero", mientras que las escobas duras son para tareas más ásperas, como barrer la suciedad de las aceras o los suelos de hormigón, o incluso alisar y texturizar el hormigón húmedo. La mayoría de las escobas se sitúan en un punto intermedio, adecuadas para barrer los suelos de los hogares y las empresas, lo suficientemente suaves para ser flexibles y mover incluso el polvo ligero, pero lo suficientemente rígidas para lograr una acción de barrido firme.
La escoba es también un objeto simbólico asociado a la brujería y la magia ceremonial.

## Historia
Las escobas han experimentado cambios significativos en su construcción, desde que se desarrollara a partir de un manojo de ramas o de distintas fibras naturales o sintéticas, atadas a un palo por uno de sus extremos 
Las fibras usadas en escobas modernas se obtienen a partir de una planta parecida a la del maíz llamada sorgo escobero (en Chile se llama “curagüilla”). Son largas, rectas y duraderas.
El cambio principal más reciente es la escoba plana, inventada supuestamente por los Shakers a principios del siglo XIX. Esta escoba tiene más anchura para empujar mejor la suciedad. En la actualidad, casi todas las escobas que se construyen son planas, habiendo quedado prácticamente obsoleta la escoba redonda.

## Fabricación
En 1797, la calidad de las escobas cambió cuando Levi Dickenson, un granjero de Hadley, Massachusetts, fabricó una escoba para su mujer, utilizando las borlas del sorgo, un grano que cultivaba para las semillas. Su esposa comentó a sus amigas en la ciudad las bondades de su escoba, creando una demanda de las escobas de sorgo de Dickenson. Las escobas de sorgo aguantaban bien, pero al final, como todas las escobas, se deshacían. Posteriormente, Dickenson inventó una máquina que haría mejores escobas y más rápido que él. En 1810, se inventó la máquina de escobas de pedal. Esta máquina jugó un papel integral en la Revolución Industrial.

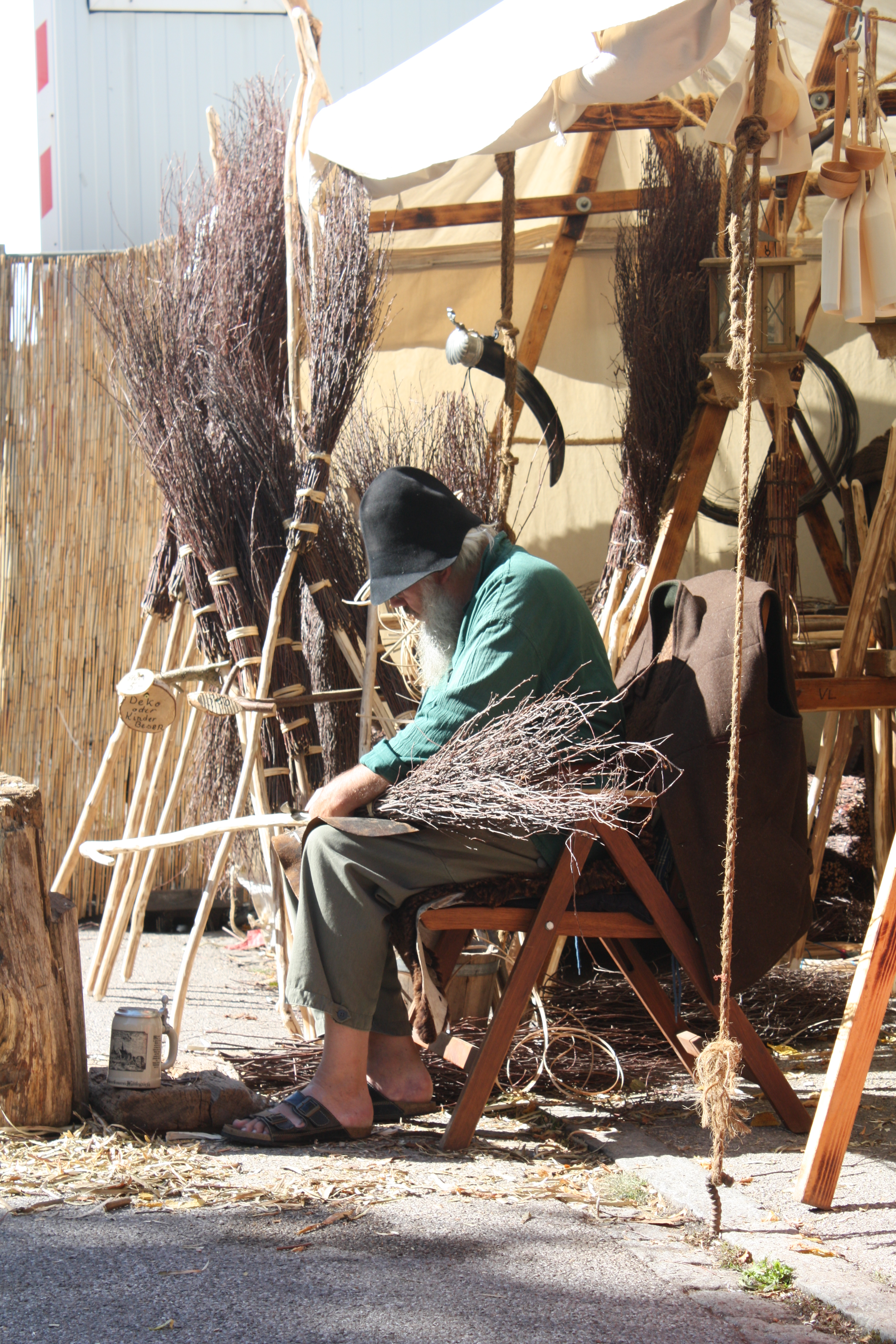
Fabricación de escobas, 2012
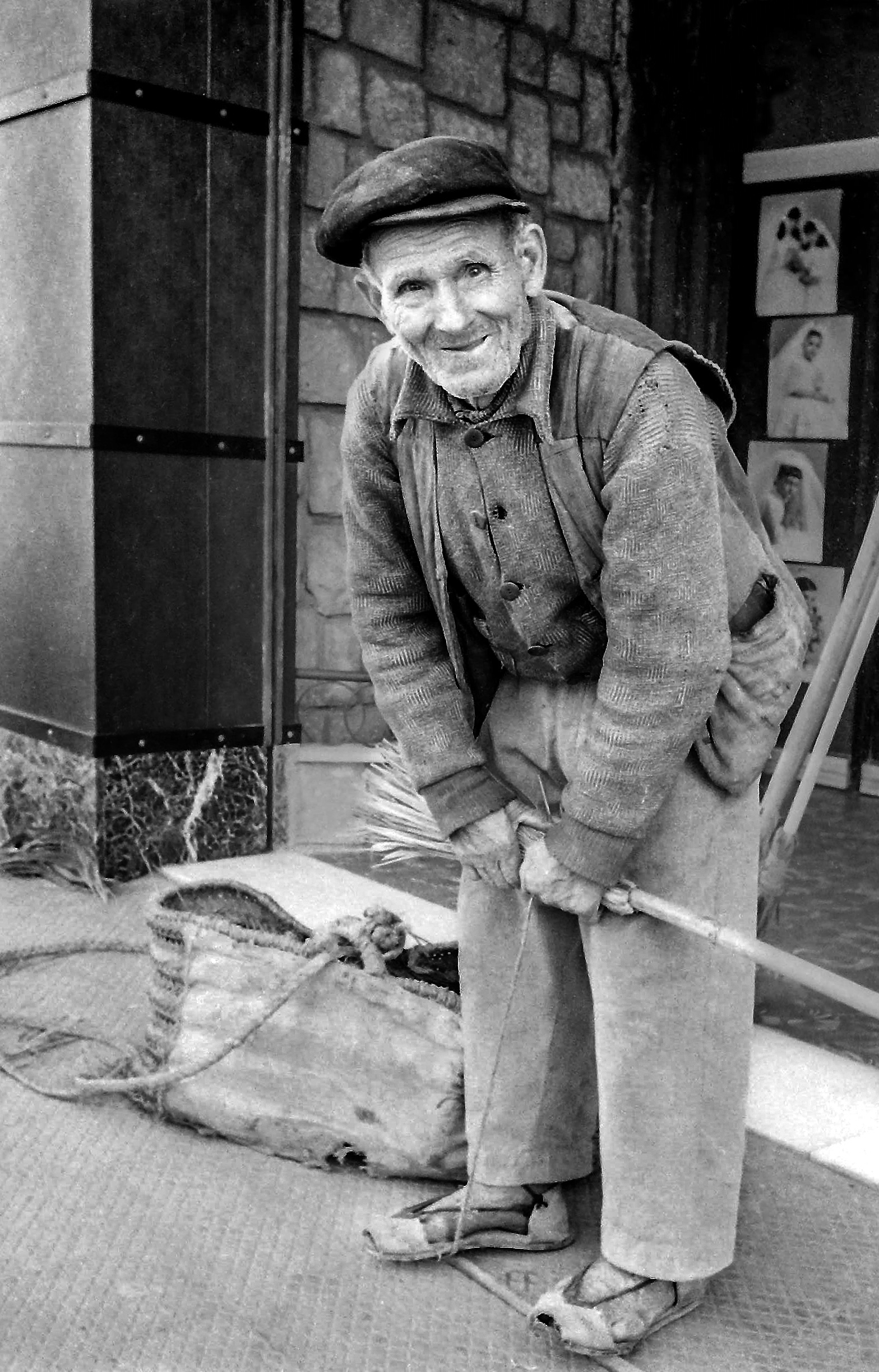
Alginet, 1967, Valencia

### Estados Unidos
Una fuente menciona que los Estados Unidos tenían 303 fábricas de escobas en 1839 y que el número alcanzó un máximo de 1.039 en 1919. La mayoría de ellas se encontraban en el Este de Estados Unidos; durante la Gran Depresión de la década de 1930, el número de fábricas disminuyó hasta las 320 en 1939. El estado de Oklahoma se convirtió en un importante centro de producción de escobas porque el maíz para escobas crecía especialmente bien allí, y The Oklahoma Broom Corn Company abrió una fábrica en El Reno en 1906. Ante la competencia de las escobas importadas y las cerdas sintéticas, la mayoría de las fábricas cerraron en la década de 1960.

## En la literatura

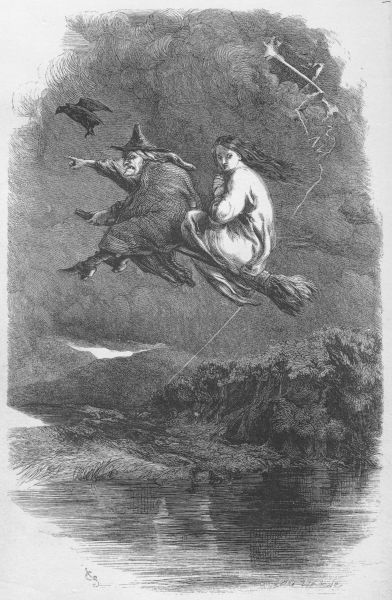
Las Brujas Lancashire, ilustración de William Harrison Ainsworth.

Desde tiempos antiguos, es tradición asociar a las brujas con las escobas, las que les otorgarían el poder para volar, y por cierto, esta creencia se ha reflejado ampliamente en la literatura, en el cine y la televisión.
En muchos cuentos infantiles aparecen las escobas como elementos importantes en las tramas de las historias; tal es por ejemplo el caso de la obra Cenicienta, cuyo personaje principal incluso ha sido llamada “La reina Escoba”.
Cenicienta, Gretel (la hermanita de Hansel), y Blancanieves, todas ellas han sido tradicionalmente asociadas con la escoba. Barriendo el piso dos de ellas consiguieron marido, y la tercera salvó su vida. Como se puede observar, la escoba y las tareas hogareñas tradicionalmente han estado asociadas a personajes femeninos.
También se observa la escoba en el cuento infantil venezolano La Cucarachita Martínez de Antonio Arráiz. En este caso, el personaje barriendo se encontró un "mediecito" (moneda equivalente a 25 céntimos de bolívar).

## Significados asociados

### Mitología y costumbres
El poema de Goethe poema El aprendiz de brujo de Goethe pretende mostrar lo que puede ocurrir cuando una persona no cualificada intenta manejar una escoba utilizando un poder mágico. El motivo de la escoba mágica portadora de agua utilizado por Goethe procede de la obra Filopseudes de Luciano de Samosata.
En la antigua Roma, se atribuía un significado especial a la escoba. Por ejemplo, las comadronas barrían el umbral de la casa en la que había tenido lugar un parto con una escoba bendecida. Con ello se pretendía alejar las influencias malignas del recién nacido y de la puérpera.
En época de la caza de brujas, la escoba de las brujas se consideraba el artefacto volador de las brujas en el que cabalgaban al aquelarre. Para que una bruja pudiera volar en la escoba, tenía que frotarse a sí misma o a la escoba con un ungüento de bruja o ungüento volador de antemano. De la creencia en las brujas surgieron otras ideas supersticiosas. Por ejemplo, se consideraba de mala suerte tener que transportar una escoba a través de un arroyo. Por otra parte, se suponía que las brujas no podían cruzar ni saltar una escoba. Se suponía que una escoba en la puerta de entrada impedía que brujas y hechiceros entraran en la casa.
En épocas más recientes, se suponía que las escobas colocadas con el mango hacia abajo junto a la puerta principal, las llamadas escobas gitanas, mantenían alejados a los "gitanos" (término utilizado sobre todo para sinti y romaníes, pero también para otros grupos itinerantes).
En Bremen y alrededores, es costumbre que los hombres que cumplen 30 años sin estar casados o comprometidos deben barrer en público, por ejemplo en el Domtreppen o en la plaza del mercado. Para encontrar una mujer con la que casarse, el hombre debe demostrar de este modo que puede ocuparse de la casa y el patio. Debe barrer hasta encontrar una doncella que le bese libremente.
Durante la Segunda Guerra Mundial, las tripulaciones de submarinos estadounidenses ataban una escoba a la torre de mando de su nave al regresar a puerto para indicar que habían «barrido» los mares de la navegación enemiga. La tradición ha sido devaluada en los últimos años por las tripulaciones de submarinos, que hacen volar una escoba simplemente al regresar de un recorrido. Esta tradición puede tener su origen en la acción del almirante neerlandés Maarten Tromp que ató una escoba a su mástil principal tras derrotar al almirante británico Robert Blake en la Batalla de Dungeness en 1652. Esto se ha interpretado a menudo como un mensaje de que «barrería a los británicos de los mares». Esta historia carece de fundamento, pero puede tener su origen en la tradición de izar una escoba como señal de que un barco estaba en venta, que parece más probable ya que Tromp había capturado dos de los barcos de Blake en la batalla.

### Religión
En el jainismo, los monjes y monjas llevan pequeñas escobas tupidas como una de sus pocas posesiones personales. Con ellas, barren cuidadosamente del camino a pequeñas criaturas, como insectos, durante sus paseos y limosnas, para no herirlas ni pisotearlas, ya que, según la doctrina jainista, esto acarrearía un mal karma. La escoba debe ser entregada al solicitante por el jefe de la orden en el momento de su ingreso en la orden respectiva.

## Galería

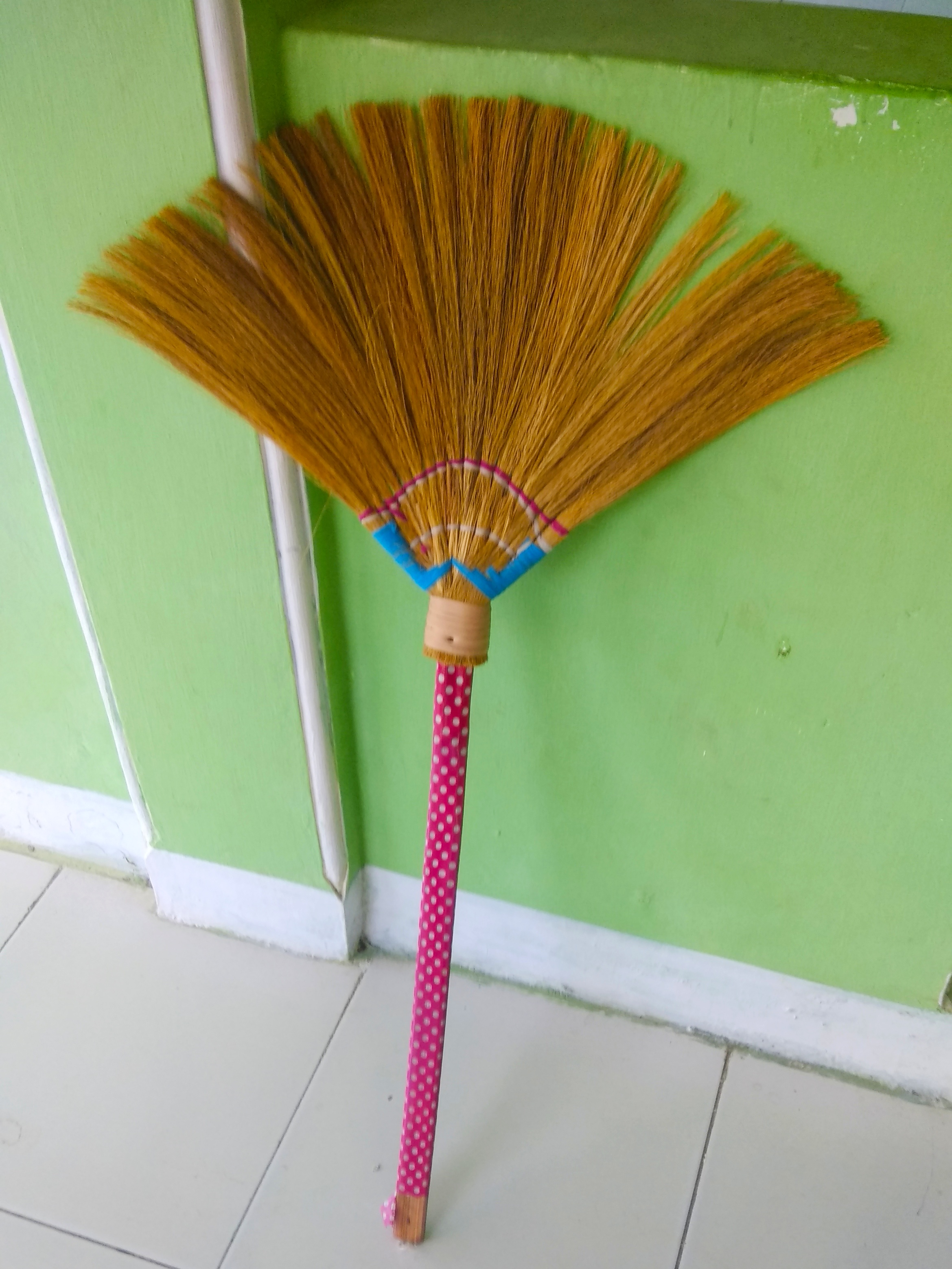
Escoba blanda común de Indonesia
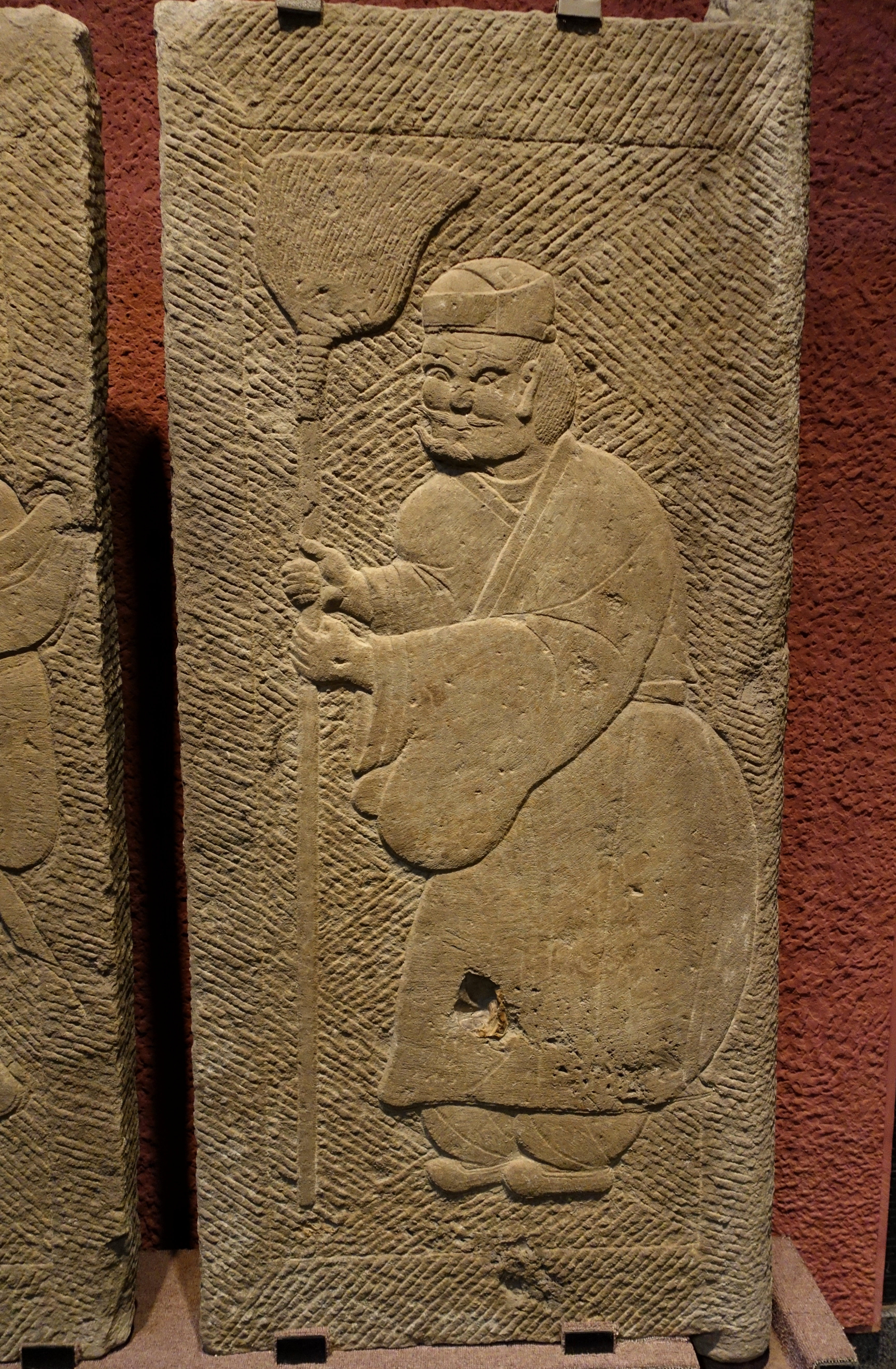
Relieves tallados en el ingreso a una tumba de roca mostrando un hombre vestido en Hanfu con una escoba, dinastía Han Oriental china (25–220 d. C.), de Lanjia Yard, condado Pi, Provincia de Sichuan, Museo Provincial de Sichuan de Chengdu, China
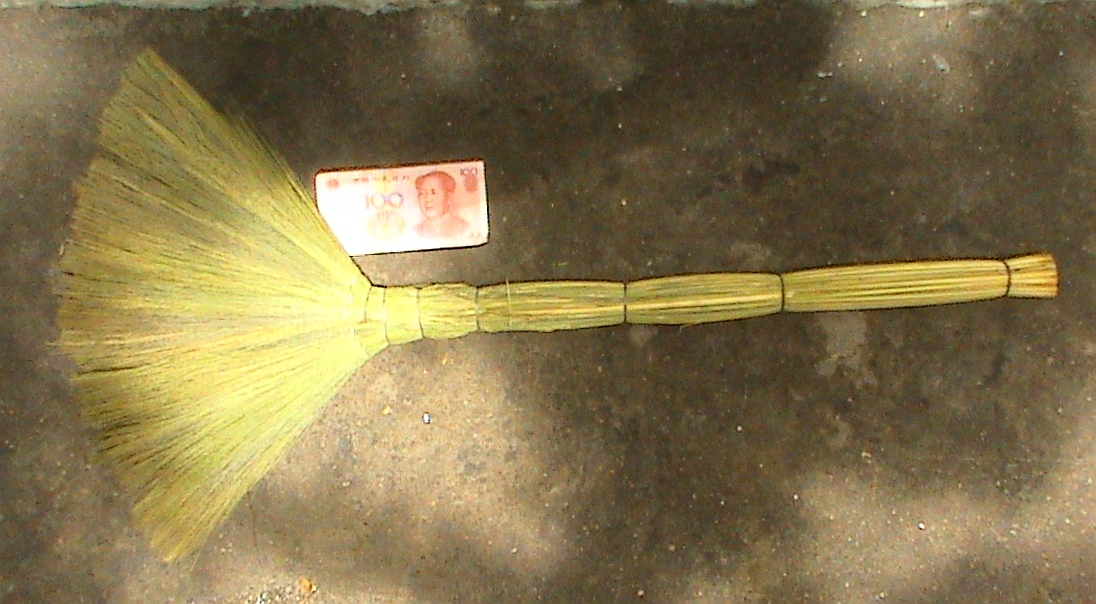
Una escoba blanda comúnmente usada en la provincia de Hainan, China
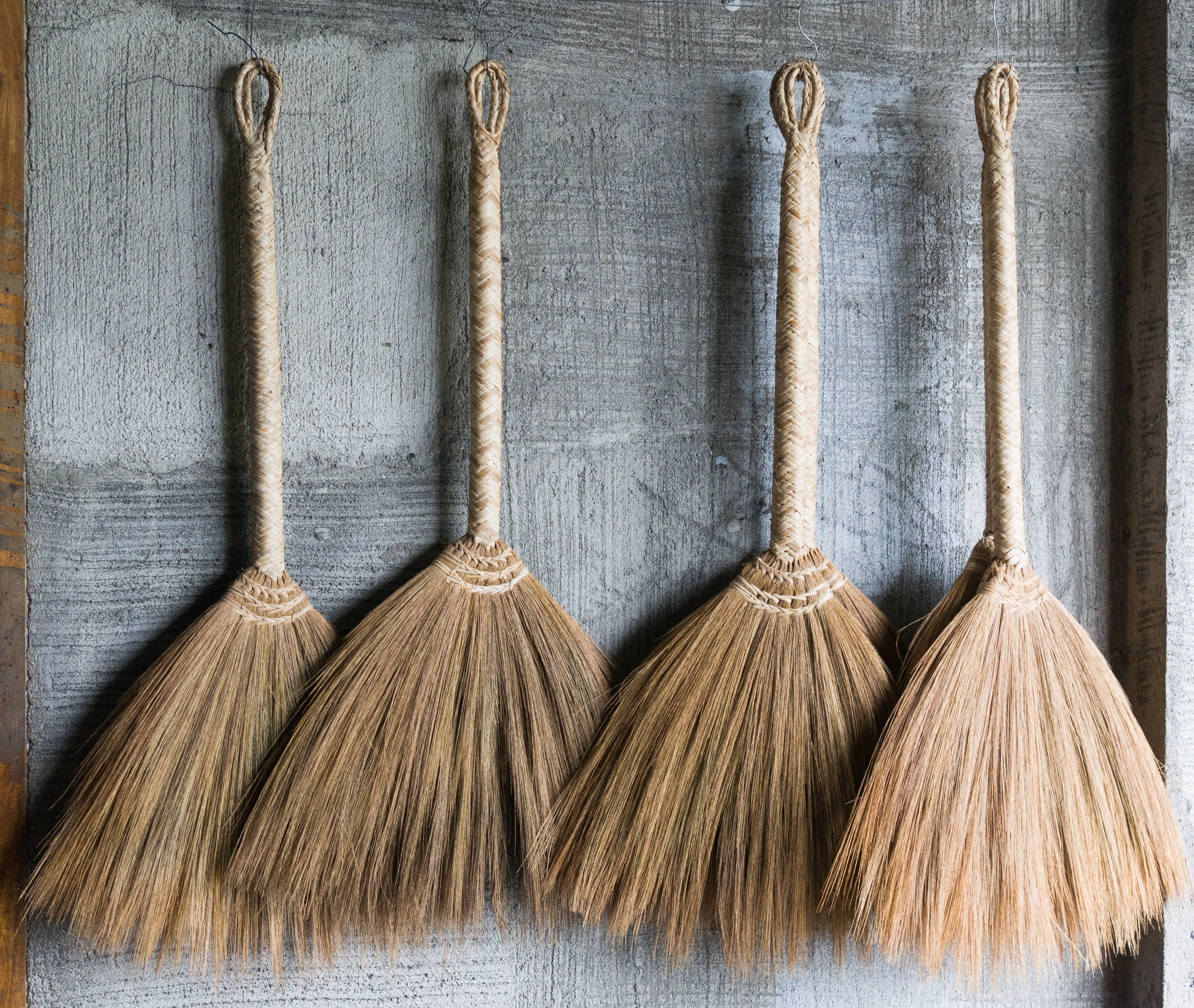
Típicas Escobas blandas filipinas (walis-tambo), Banaue, Ifugao, Filipinas
Un puesto de escobas duras (walis-tingting) en Filipinas. Las escobas duras filipinas suelen fabricarse con las duras venas primarias de las hojas de la hoja del cocotero.
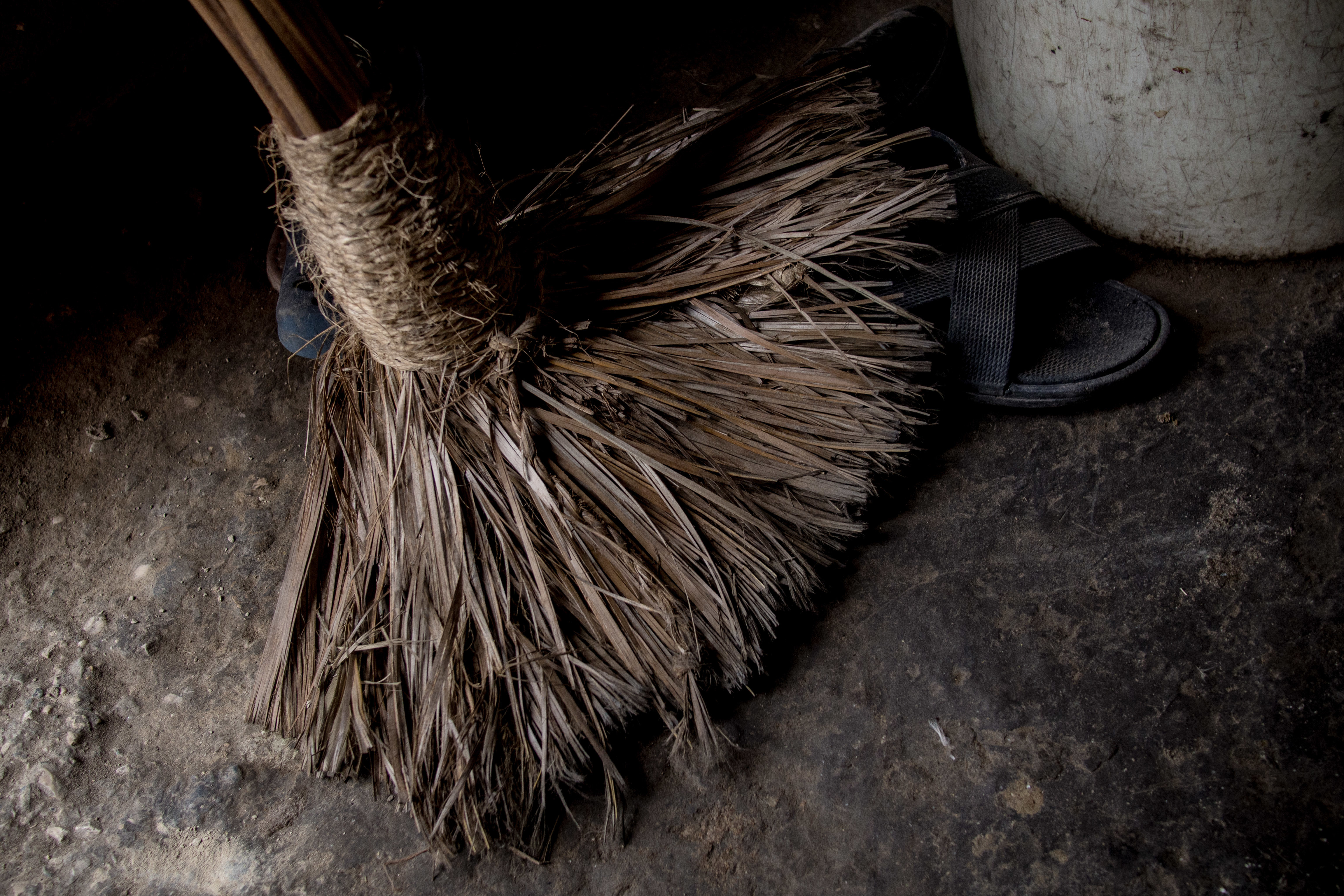
Una escoba típica en una casa en Haití
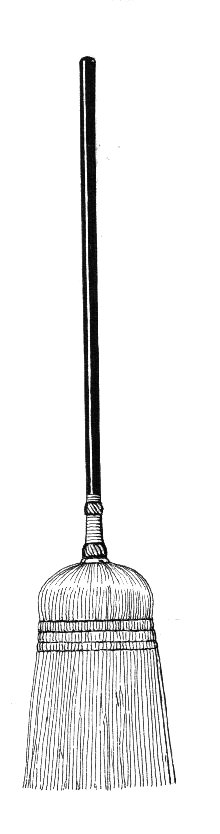
Una escoba con cerdas fabricada tradicionalmente con maíz de escoba
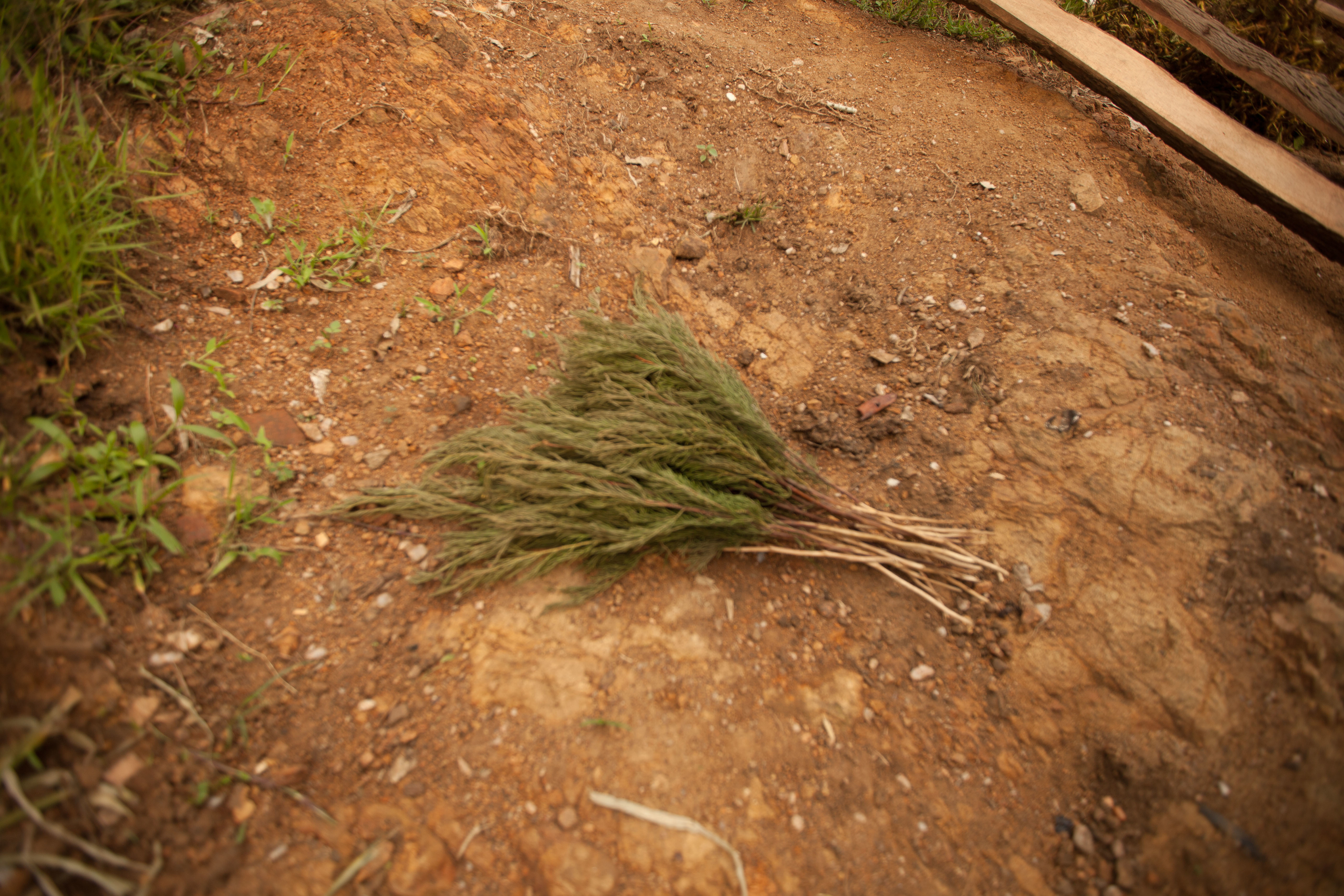
Una escoba en un hogar ruandés, hecha con ramitas
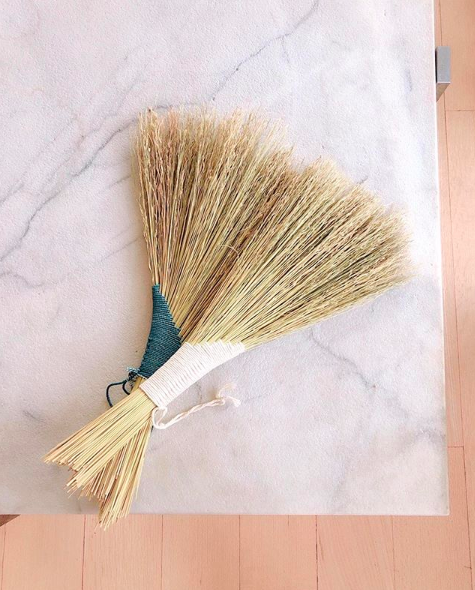
Dos escobas estilo "cola de pavo" hechas de maíz de escoba
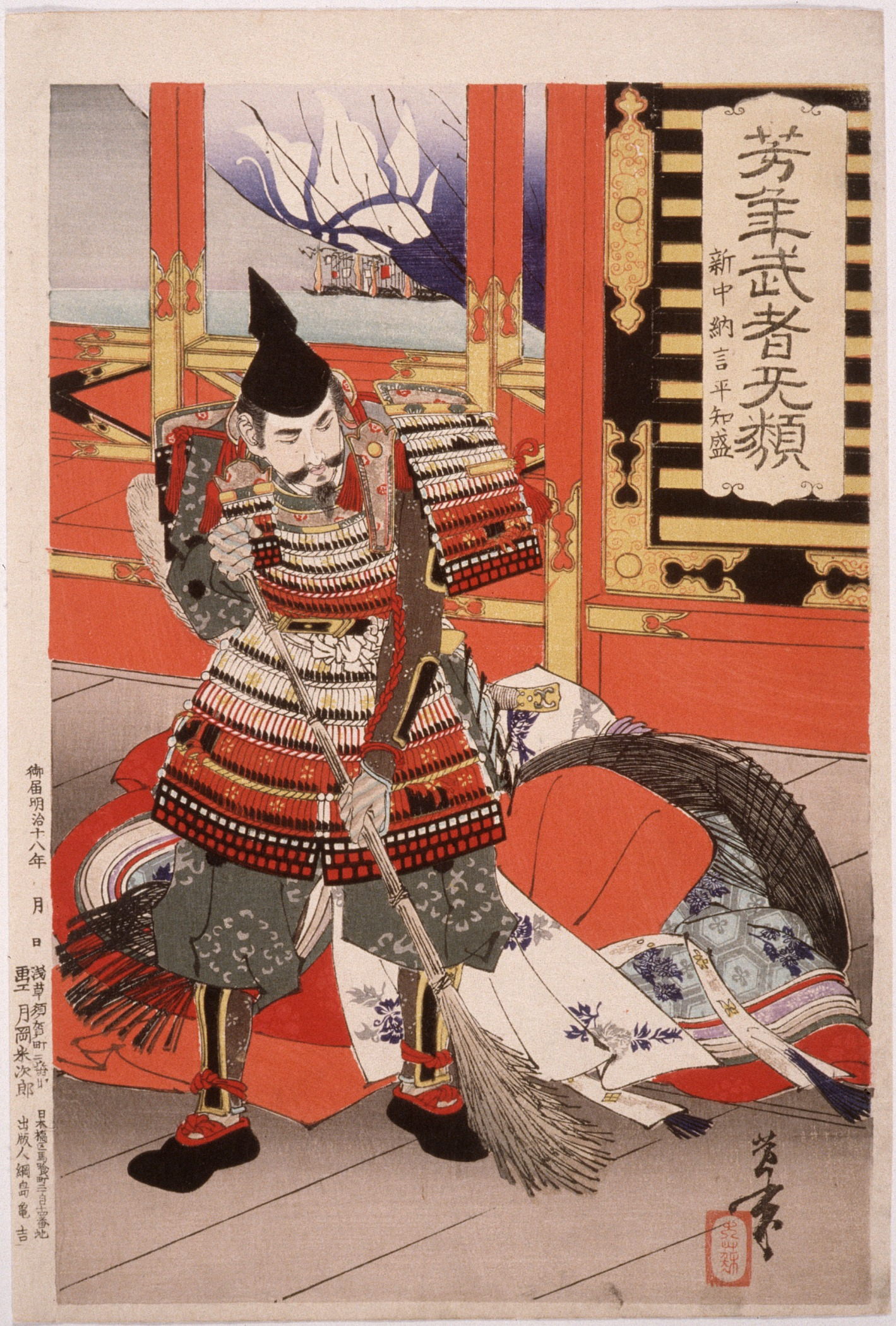
Guerrero japonés barriendo la cubierta con una escoba antes de suicidarse.
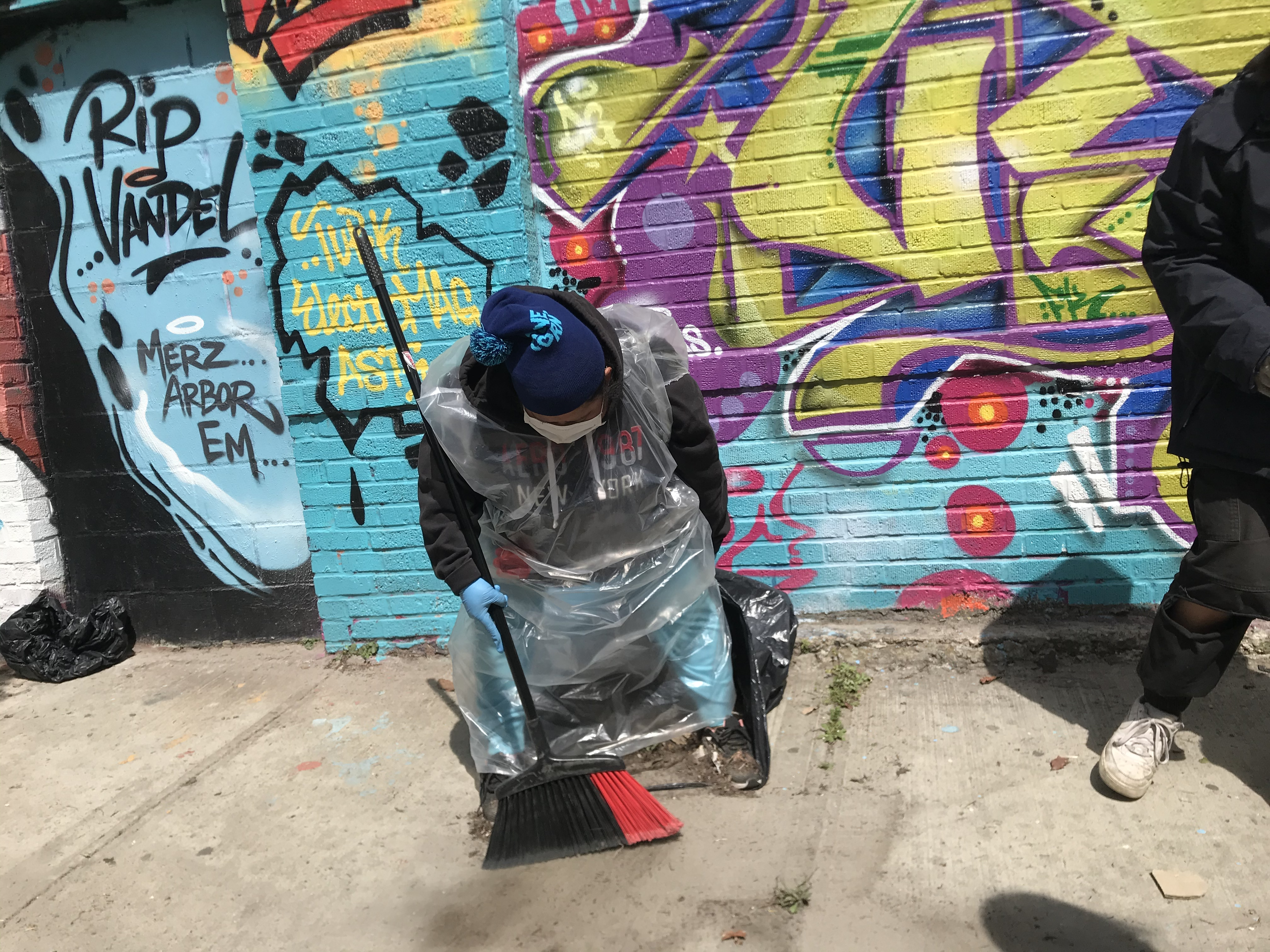
Voluntario usando una escoba en el Earth Day 2021
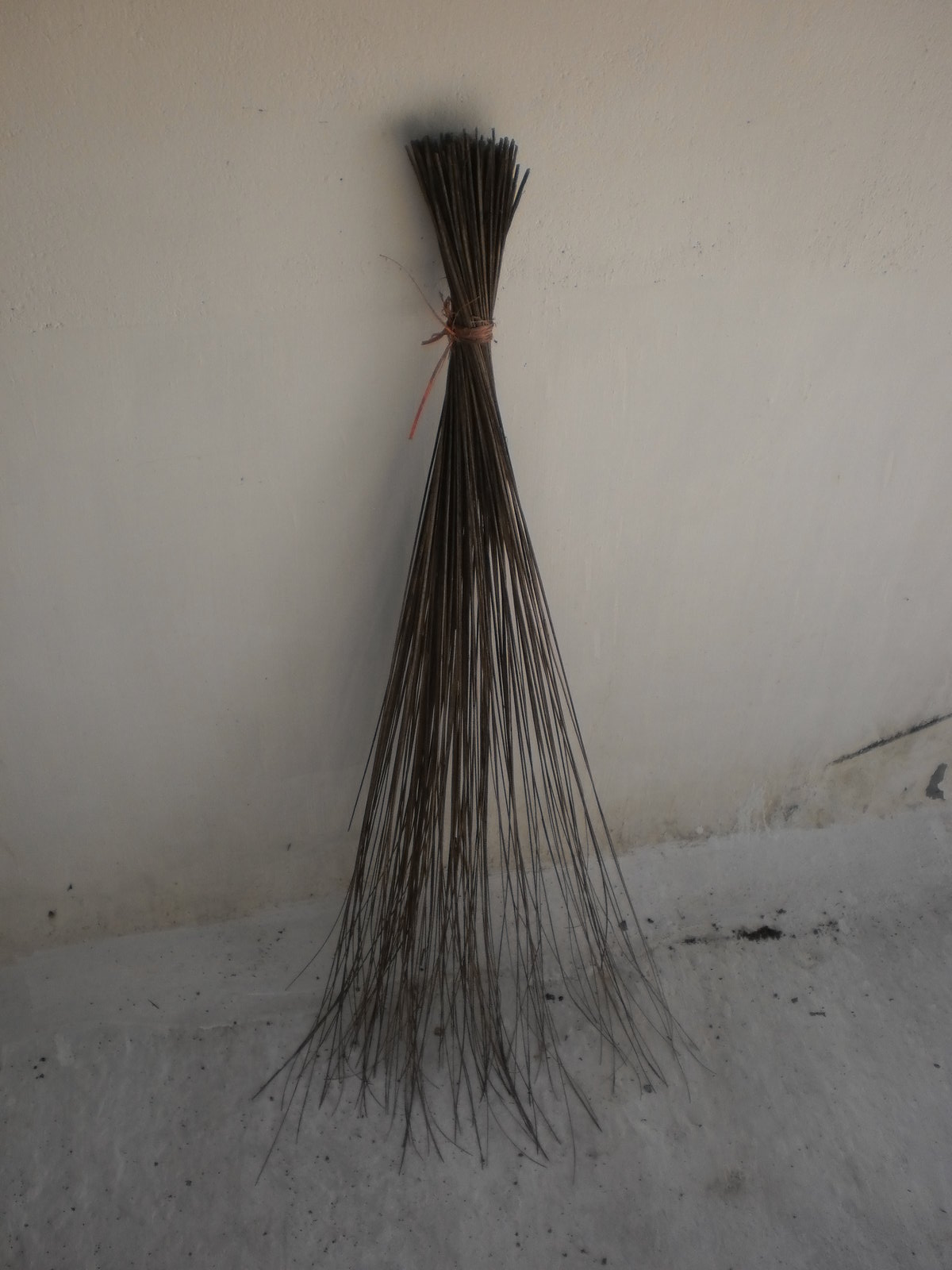
escoba hecha con el tallo de la hoja de coco
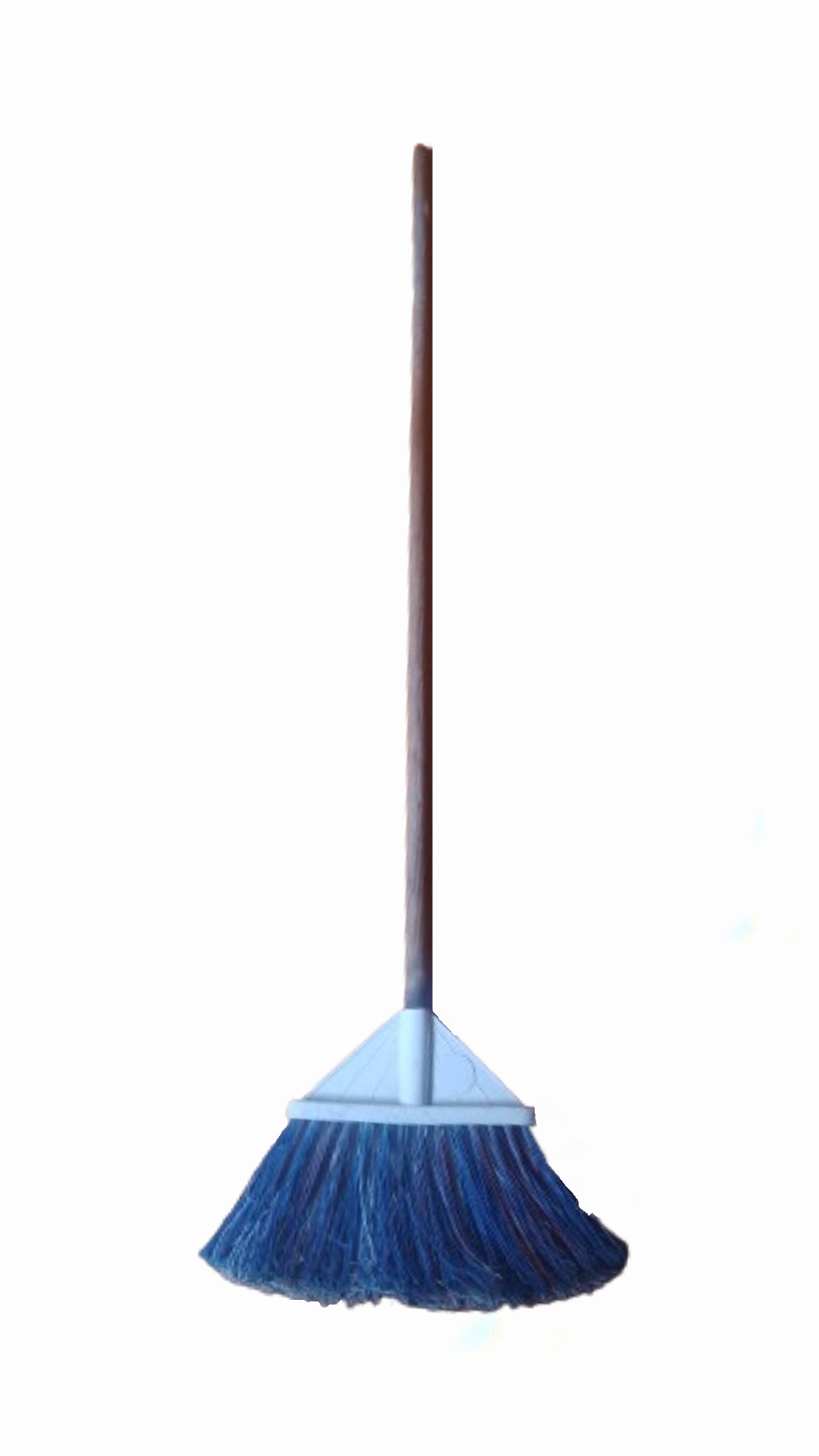
Escoba común utilizada en México.